# 168638 Waltersiegmund
168638 Waltersiegmund este un asteroid din centura principală de asteroizi.

## Descriere
168638 Waltersiegmund este un asteroid din centura principală de asteroizi. A fost descoperit pe 12 februarie 2000 la Apache Point Observatory în cadrul programului Sloan Digital Sky Survey. Asteroidul prezintă o orbită caracterizată de o semiaxă mare de 2,78 ua, o excentricitate de 0,09 și o înclinație de 2,4° în raport cu ecliptica.